# Осокин, Василий Васильевич
Василий Васильевич Осокин (9 марта 1894 — 12 ноября 1960, Москва) — советский военный деятель, начальник Главного управления местной противовоздушной обороны НКВД—МВД СССР, генерал-лейтенант (1940).

## Биография

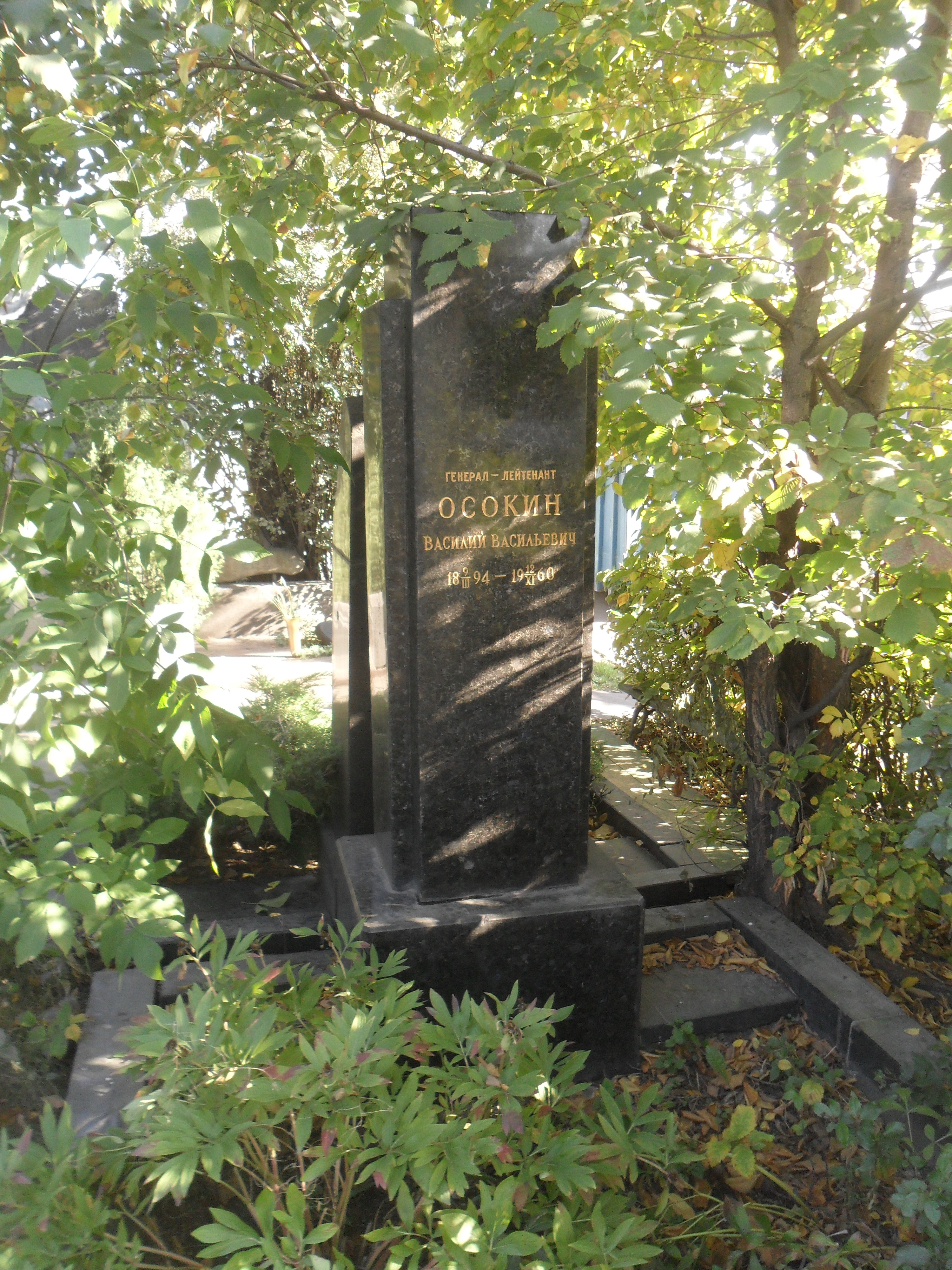
Могила Осокина на Новодевичьем кладбище Москвы.

Родился в русской семье крестьянина. Окончил четырёхклассную сельскую школу (1907), двухклассную учительскую школу в селе Спас-Клепики Рязанского уезда (1910), в 1911 году сдал экстерном экзамен на звание домашнего учителя. С 1912 года работал учителем на хуторе Савицкий Ахтырского уезда Харьковской губернии. С 1914 года служил заведующим делопроизводством Егорьевского лесничества в Егорьевском уезде Рязанской губернии.
В Русской императорской армии с января 1915 года. Служил рядовым 208-го пехотного запасного батальона в Рязани. Окончил 4-ю Московскую школу прапорщиков в октябре 1915 года. Воевал на фронтах Первой мировой войны младшим офицером роты 75-го Севастопольского пехотного полка. В 1916 году окончил Брянские офицерские пулемётные курсы, после окончания которых воевал командиром взвода и командиром пулемётной роты в 23-й пехотной бригаде. Демобилизовался из армии в ноябре 1917 года. С 20 декабря 1917 года служил в Красной Гвардии начальником пулемётной команды 9-го революционного батальона.
В Красную Армию вступил в мае 1918 года. В Гражданскую войну — инструктор формирования пулемётных команд Орловского военного округа, с августа 1918 – командир отдельного батальона и помощник командира 2-го Советского полка, с сентября 1918 – начальник пулемётной команды 2-го Коммунистического Орловского полка, с октября 1918 – начальник пулемётной команды 34-го стрелкового полка, с февраля 1919 – начальник команды прикрытия 4-го сводного тяжело-артиллерийского дивизиона, с декабря 1920 – инструктор верховой езды 22-го тяжёлого гаубично-артиллерийского дивизиона, с февраля 1921 – помощник командира парка 1-го отдельного тяжёлого артиллерийского дивизиона 16-й армии Западного фронта. Участвовал в боевых действиях против польских войск. В РКП(б) с сентября 1920 года.
После окончания Гражданской войны в августе 1921 года был переведён в войска ОГПУ, назначен командиром пулемётного взвода школы Отдельного полка Особого отдела, с октября 1921 – начальник пулемётной команды батальонов войск специального назначения и ВЧК, с апреля 1922 – помощник командира 1-го дивизиона войск ГПУ на Северном Кавказе. С ноября 1922 года служил в пограничных войсках (они тоже входили в ОГПУ—НКВД): командир 26-го пограничного батальона, с марта 1923 – инспектор-инструктор пограничных войск штаба войск ГПУ Северо-Кавказского округа, с июня 1923 – командир 24-го пограничного батальона ГПУ, с октября 1923 – помощник начальника Черноморского пограничного отряда ОГПУ по строевой и хозяйственной части, с февраля 1925 – помощник начальника Черноморского пограничного отряда, с апреля по сентябрь 1925 – командир-военком 5-го Донского полка войск ОГПУ.
В феврале 1927 года окончил Высшую пограничную школу ОГПУ СССР и вновь вернулся на должность командира-военкома 5-го Донского полка войск ОГПУ. С декабря 1930 – начальник отделения (затем начальник отдела) боевой подготовки Управления пограничной охраны и войск ОГПУ по Ленинградскому округу, с апреля 1932 – помощник начальника Управления пограничной охраны и войск ПП ОГПУ по Ленинградскому округу по строевой части, с апреля 1935 – заместитель начальника Управления пограничных и внутренних войск УНКВД по Ленинградской области.
С апреля 1937 года — начальник Управления пограничных и внутренних войск Управления НКВД Восточно-Сибирского края, с сентября 1937 — начальник Управления пограничной охраны УНКВД по Иркутской области. С марта 1938 года — начальник пограничных и внутренних войск НКВД Украинской ССР, а после реорганизации с 1939 года — начальник пограничных войск НКВД Киевского военного округа.
29 октября 1940 года назначен начальником Главного управления Местной противовоздушной обороны (МПВО) НКВД СССР. Части МПВО тогда были переданы из Наркомата обороны в СССР в НКВД, и он стал первым начальником этого главка. Получил задачу в краткие сроки повысить эффективность системы МПВО страны. Определённых успехов добиться удалось: к началу Великой Отечественной войны в составе формирований МПВО насчитывалось около 1,5 млн человек; были составлены оперативные планы на угрожаемый период и на случай воздушного нападения; разработана единая программа боевой подготовки органов управления и сил МПВО; активизирована работа по накоплению фонда защитных сооружений и по маскировке объектов. В городах строились убежища и укрытия. Перед войной в убежищах могли укрыться более 1,2 млн человек, правилам противовоздушной, противохимической и санитарной обороны были обучены 40 млн человек.
С началом Великой Отечественной войны 2 июля 1941 года было утверждено Постановление Совнаркома СССР «О всеобщей обязательной подготовке населения к противовоздушной обороне», в соответствии с которым обучение правилам безопасного поведения было обязательным для граждан в возрасте от 16 до 60 лет. К концу 1941 года в СССР было создано более 80 тысяч групп самозащиты МПВО (более 5 млн человек) и дополнительно обучено около 40 млн человек. Более 1 млн человек привлечено к строительству укрытий и убежищ, в результате к концу 1942 года вместимость бомбоубежищ возросла от 1,2 до 66,7 млн укрываемых человек. В 600-километровой зоне от линии фронта был введён режим полной светомаскировки (за это тоже отвечало МПВО).
К началу 1944 года кадровый состав МПВО насчитывал около 222 000 человек, которые участвовали в ликвидации последствий авианалётов, разборе завалов, восстановлении заданий и сооружений, электрических, водопроводных и канализационных сетей. Формирования МПВО проводили обезвреживание неразорвавшихся снарядов, разминирование зданий и местностей, возводили убежища. Санитарные дружины оказали помощь более 136 000 раненным и пострадавшим. Противопожарная служба ликвидировала более 10 тыс. пожаров и 77 тыс. загораний. Служба связи и оповещения оборудовала более 200 узлов связи, 3570 электросирен и 4500 мощных динамиков. Бойцы аварийно-восстановительной службы восстановили 187 километров водопроводных и канализационных магистралей, более 15 тыс. жилых домов, 205 мостов и 150 промышленных предприятий. Обезврежено и уничтожили 432 тысячи  неразорвавшихся авиабомб, 3 765 тысячи снарядов и мин.
После войны возглавлял переход МПВО на мирные штаты, восстановление силами МПВО военных разрушений. В ноябре 1949 года освобождён от должности. В отставке по болезни с марта 1950 года.
Похоронен в Москве на Новодевичьем кладбище.

## Воинские звания
- прапорщик (1915);
- комбриг (23 декабря 1935);
- комдив (5 апреля 1938);
- генерал-лейтенант (4 июня 1940).

## Награды
- два ордена Ленина (2.11.1944, 21.02.1945)
- два ордена Красного Знамени (1921, 3.11.1944)
- два ордена Красной Звезды (15.02.1936, 26.04.1940)
- медали
- знак «Почётный работник ВЧК-ГПУ (XV)» (8.04.1934).